# Physiculus nielseni
Physiculus nielseni är en fiskart som beskrevs av Shcherbachev, 1993. Physiculus nielseni ingår i släktet Physiculus och familjen Moridae. Inga underarter finns listade i Catalogue of Life.